# قصص خرافية محكية للأطفال المجموعة الأولى
قصص خرافية مَحكيّة للأطفال المجموعة الأولى هي مجموعة مؤلفة من تسع قصص خرافية من قبل هانز كريستيان أندرسن. نُشِرت الحكايات في سلسلة على ثلاث دُفعات من قبل سي. أ. ريتزل في كوبنهاغن، الدنمارك بين مايو 1835 وأبريل 1837، ومَثلت أول مشروع لأندرسن في هذا النوع من الحكايات الخيالية.
نُشرت الدفعة الأولى من واحدة وستين صفحة غير مجلدة في 8 مايو 1835 وتضمنت «علبة القدح»، و«كلوز الصغير وكلوز الكبير»، و«الأميرة وحبة البازلاء» و «زهور إيدا الصغيرة». استندت القصص الثلاث الأولى إلى قصص شعبية سَمِعَ بها أندرسن في طفولته بينما كانت القصة الأخيرة اختراع أندرسن بالمطلق وأنشأها لإيدا ثيلي، ابنة المتبرع الأول لأندرسن، عازف الفلكلور ماثياس ثيلي. دفع ريتزل لأندرسن ثلاثين دولارًا للمخطوطة، وسُعِرَ الكُتيب بأربع وعشرين شِلن.
نُشِرَ الكُتيب الثاني في 16 ديسمبر عام 1835 وتضمن ثومبلينا، و«الولد المشاغب» و«الرفيق الرّحال». كان «ثومبلينا» اختراع أندرسن بالمطلق على الرغم من أنه استلهمه من «الإبهام توم» وقصص مُصغرة يعرفها الناس. كانت قصة «الولد المشاغب» مَبنية على قصيدة عن إله الحب عند الرومان القدماء من قبل أناكريون، وكان «الرفيق الرّحال» قصة عن شبح اختبرها أندرسن عام 1830.
تضمن الكُتيب الثالث «عروس البحر الصغيرة» و«ملابس الإمبراطور الجديدة»، ونُشِرَ في 7 أبريل 1837. كانت «عروس البحر الصغيرة» اختراع أندرسون بالمُطلق على الرغم من أنه استلهمها من رواية دو لا موت فوكيه «أوندينه» (1811) واطلاعه على عرائس البحر. رسخت القصة سمعتَه الدولية. كانت الحكاية الوحيدة الأخرى في الكُتيب الثالث هي «ملابس الإمبراطور الجديدة»، التي استندت إلى قصة إسبانية من القرون الوسطى مع مصادر عربية ويهودية. عَشية صدور الدفعة الثالثة، غَيّر أندرسن نهاية حكايته (يمشي الإمبراطور ببساطة في موكب) إلى النهاية المألوفة الآن لطفل ينادي «الإمبراطور لا يرتدي أي ملابس!».
ظهرت في عام 1836 مراجعات دانماركية غير مُحمسة للكُتيبين الأولين. لم يُعجب النقاد بالثرثرة، ولا بأسلوب الحديث غير الرسميّ واللاأخلاقية التي تجاوزت توقعاتهم، وذلك بأن الأدب الخاص بالأطفال كان المقصود منه التعليم بدلاً من التسلية. ثبط النّقّاد أندرسن من متابعة هذا النوع. اعتقد أندرسن أنه كان يعمل ضد أفكار النُقاد المسبقة عن القصص الخيالية، وعاد مُؤقتًا إلى كتابة الرواية. كان رد الفعل الحرج شديدًا للغاية، فقد انتظر عامًا كاملًا قبل نشر الدفعة الثالثة.
جُمِعَت القصص التسعة للكُتيبات الثلاثة معًا ونُشرت في مجلد واحد وبِيعت باثنتين وسبعين شلن. نُشرت في المجلد صفحة عنوان وجدول محتويات ومقدمة عن أندرسن.